# Rafael Martínez-Simancas
Rafael Martínez-Simancas Sánchez (Rute, Córdoba, 6 de agosto de 1961 - Madrid, 3 de julio de 2014) fue un periodista y escritor español.

## Biografía
Era licenciado en periodismo por la Universidad Complutense de Madrid y estudió Derecho.
Su carrera como periodista empezó en la desaparecida Radiocadena Española,   trabajó en la cadena SER, la COPE, RNE y Onda Cero, donde además desarrolló las tares de Director Creativo de esta cadena.
Fue colaborador en la tertulia "Protagonistas"  y director de " De Costa a Costa" desde los comienzos de Punto Radio,. Entre 2009 y 2010 dirigió y presentó el programa "Hoy en Madrid-Matinal" en Onda Madrid.
Como articulista se inició en 1993 en "El Boletín de la tarde" de Madrid, donde periódicamente escribió artículos de opinión. También en 1993 comenzó a escribir para Diario 16 y, una vez desaparecido este, colaboró con el diario El Mundo, M2 edición de Madrid, donde firmó columna y realizó entrevistas de contraportada.
Además fue columnista de ABC, La Gaceta de Salamanca y publicó columna en Madridiario.com entre 2004 y 2009, colaborando en este mismo año en la agencia OTR de Europa Press.
Escribió en la cabecera del Grupo Vocento a través de la agencia Colpisa.
En televisión dirigió y presentó "El Mundo en Portada" en Veo TV y "Nada partidarios" en Intereconomía TV, cadena para la que ideó el formato del programa "El gato al agua".
Trabajó como director de comunicación de la Plaza de Toros de Las Ventas de Madrid en 2005 y de la Consejería de Economía y Empleo de la Comunidad de Madrid en 1995.
Fue el último director del periódico gratuito Qué!.
Galardonado, entre otros, con una Antena de Oro otorgada por la Federación Española de Profesionales de la Radio y Televisión en 2001, por la dirección creativa de Onda Cero y, con el premio Mesonero Romanos en 2007, otorgado por el Ayuntamiento de Madrid.
En 2004 es nombrado Hijo Predilecto de Rute, su pueblo natal.
Contrajo matrimonio y tuvo dos hijos.
En noviembre de 2011 le diagnosticaron un linfoma y es tratado en el Hospital Universitario La Paz de Madrid. Este mismo año publicó su novela Doce balas de cañón, donde narra uno de los hechos más importantes del Desastre de Annual: la defensa del monte de Igueriben por el capitán Julio Benítez y sus hombres. Su interés y amplio conocimiento de este tema hizo que participara en 2012 en una mesa redonda en el Colegio Mayor África de Madrid, con motivo de la conmemoración de los cien años del Protectorado Español en Marruecos
En 2013 escribe un libro titulado Sótano octavo donde narraba sus experiencias en la lucha contra su enfermedad.
Su última aportación literaria aparece en el libro La vida dos veces: Biografía de Víctor Martínez-Simancas García", editado en agosto de 2014, donde a modo de epílogo escribió una semblanza sobre su padre.
Falleció el 3 de julio de 2014 en Madrid debido a una leucemia.

## Obras
- 2004, Estoy en el candelabro y otros nardos en la palabra.  La Esfera de los Libros, ISBN 9788498776386
- 2005, Corazón rojo: la vida después de un infarto. Anguita, Julio. edición de Rafael Martínez Simancas. La Esfera de los Libros, ISBN 8497342801
- 2006, El tiempo y la memoria. Anguita, Julio, Martínez Simancas, Rafael. La Esfera de los Libros, ISBN 9788497345163
- 2009, El amor patético. Editorial Algaida, ISBN 9788498772777
- 2011, Doce balas de cañón. El sitio de Igueriben. Editorial Algaida, ISBN 9788498776386[17]
- 2011, Carabanchel, 3 décadas de democracia. Ediciones La Librería, ISBN 9788498731118
- 2011, Introducción: una sociedad con tics de vieja. La España que necesitamos, del 20 N al 2020. Coord. Fernando Jáuregi, Manuel Menéndez. Editorial Almuzara. ISBN 9788415338277. pág. 571-572
- 2012,  La vida en las palabras. Martínez-Simancas, Concha. colab. Rafael Martínez-Simancas, [Madrid]: Estudios Especializados, S.A., 2012
- 2013, Sótano octavo. Ediciones B, ISBN 9788466653800[18]
- 2013, Igueriben noventa años después. El Protectorado español en Marruecos: la historia trascendida. Dirección de Manuel Aragón Reyes. Bilbao: Iberdrola. ISBN 9788469582541[19]
- 2014, "La vida dos veces: biografía de Víctor Martínez-Simancas García". Guerrero Acosta, José Manuel. Estudios Especializados,S.L., 2014